# Зябликов, Александр Иванович
Александр Иванович Зябликов (27 октября 1912, Санкт-Петербург, Российская империя — 7 января 1989, Ленинград, СССР) — советский футболист, полузащитник, Мастер спорта; арбитр, судья всесоюзной категории по футболу (17.03.1951) и хоккею с шайбой (1950). Обладатель судейского знака (1959).

## Биография
Воспитанник ленинградской клубной команды «Пищевкус», за которую выступал в 1926 и 1928—1930 годах.
В 1927 играл за «Красный судостроитель», в 1931—1933 — за «Облсуд». С 1934 — в команде ЛМЗ, впоследствии «Сталинец» и «Зенит». В 1936—1940 играл за сборную Ленинграда, в 1937 участвовал в матче против сборной Басконии. В 1941—1942 годах был капитаном «Зенита», участвовал в блокадных матчах.
С 1935 года стал заниматься судейством. В высшей лиге чемпионата СССР в 1948—51, 1954—60 годах провёл 74 матча, также судил хоккейные матчи.
Позже тренировал детские и юношеские команды СК «Ижорец». До 1985 года был председателем спортивно-технической комиссии Федерации хоккея Ленинграда.
Скончался 30 декабря 1989 года в Ленинграде. Похоронен на Шуваловском кладбище.

## Достижения
- Финалист Кубка СССР: 1939.